# Tchavoussy
Tchavoussy (en biélorusse : Чавусы ; en łacinka : Čavusy) ou Tchaoussy (en russe : Чаусы) est une ville de la voblast de Moguilev, en Biélorussie, et le centre administratif du raïon de Tchavoussy. Sa population s'élevait à 10 525 habitants en 2017.

## Géographie

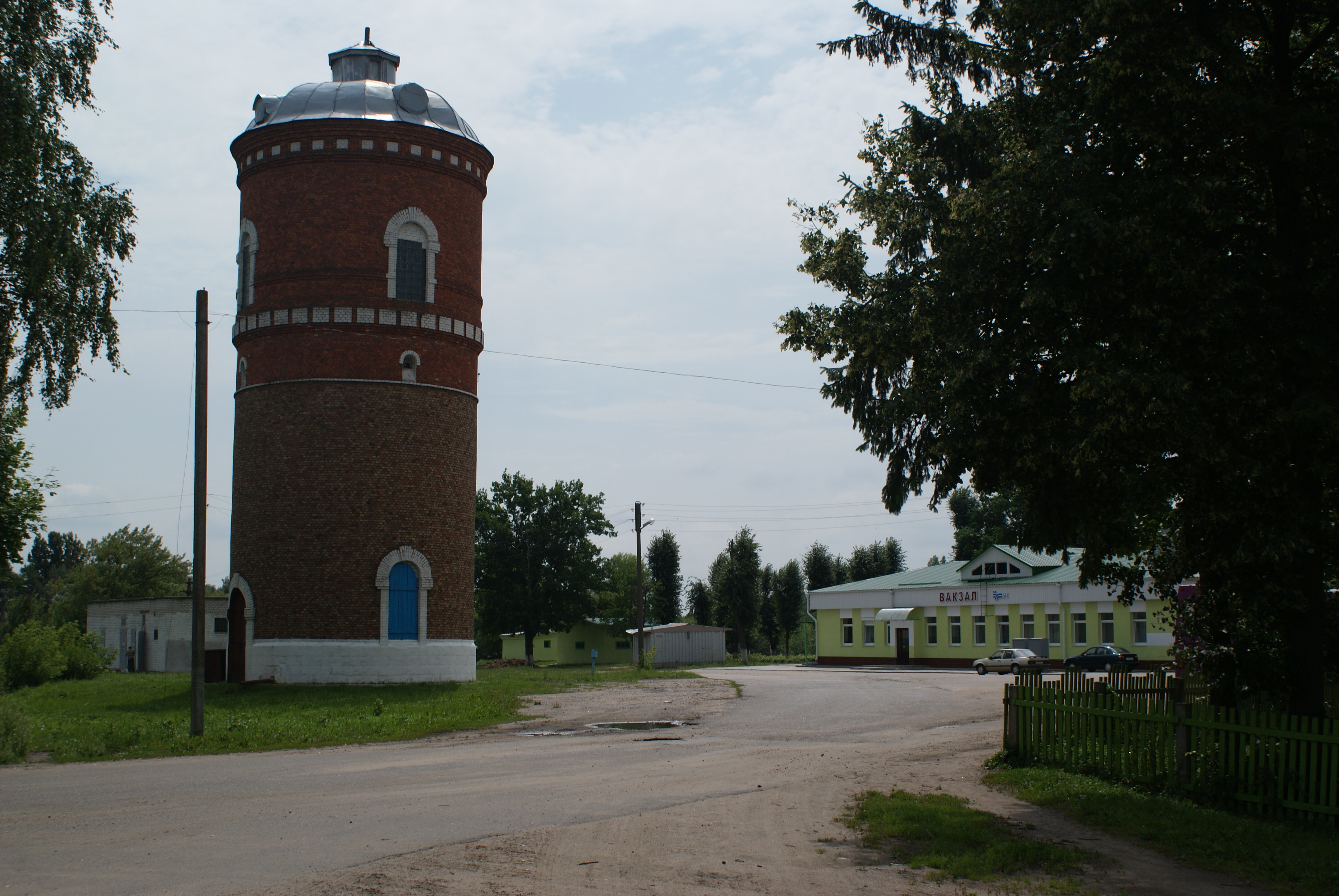
Le château d'eau et la gare ferroviaire en arrière-plan.

Tchavoussy est arrosée par la Bassia (en biélorusse : Бася), un affluent de la Pronia, dans le bassin du Dniepr. Elle est située à 44 km au sud-est de Moguilev et à 224 km à l'est de Minsk.

## Histoire
Les sources du milieu du XVIe siècle mentionnent le village sous le nom de Tchavoussovitch. Tchavoussy devient en 1604 une ville de l'État polono-lituanien et reçoit ses armoiries et l'autonomie urbaine en 1634. Lors de la guerre russo-polonaise (1654-1667), Tchavoussy est occupée par les troupes russes et offerte en cadeau par le tsar Alexis Ier au colonel Konstantin Poklonski. En 1660, la ville est rendue à l'État polono-lituanien. En 1708, lors de la grande guerre du Nord (1700-1721), la ville est mise à sac. En 1772, Tchavoussy, annexée par l'Empire russe, est incluse dans le gouvernement de Moguilev. En 1919, la ville fait partie du gouvernement de Gomel de la RSFS de Russie et en 1924, elle est attribuée à la République socialiste soviétique de Biélorussie. De 1941 à 1944, elle est occupée par la Wehrmacht de l'Allemagne nazie et incluse dans le Reichskommissariat Ostland : après avoir subi la « terreur rouge », elle subit la « terreur brune » et se trouve en grande partie dépeuplée après la guerre.

### Les Juifs de Tchavoussy
Au XVIIe siècle Tchavoussy était une importante ville juive, selon ce qui apparaît dans une charte octroyée aux Juifs le 11 janvier 1667 par Michał Kazimierz Pac, châtelain de Wilno, et confirmée par le roi Auguste III le 9 mars 1739. En 1780, à l'époque d'une visite de Catherine II, il y avait une population de 355 juifs sur 1 057 habitants. La ville avait une synagogue. En 1783, la population juive s'élevait à 453 sur 1 185 habitants, en 1870 à 2 433 sur 4 167 et en 1897 à 2 775 sur 5 000. Quelques-uns des artisans étaient employés dans des tanneries ainsi que dans des usines de soie et de laine. La population juive du district de Tchavoussy (y compris la ville) comptait 7 444 personnes en 1897, soit 8,42 % de la population totale.
Lors de la Seconde Guerre mondiale, Tchavoussy fut occupée par l'Allemagne nazie en juillet 1941. Une partie de la population juive parvint à s'enfuir avant l'arrivée de l'armée allemande. Ceux qui restèrent furent recensés, marqués de l'étoile jaune et soumis aux travaux forcés. Les deux premières Aktions eurent lieu en août 1941, lors desquelles environ 50 Juifs perdirent la vie. Au total, quelque 675 Juifs furent exécutés à Tchavoussy.

## Population
Recensements (*) ou estimations de la population :
| 1770  | 1880  | 1897* | 1923* | 1926* | 1939* |
| ----- | ----- | ----- | ----- | ----- | ----- |
| 2 530 | 2 579 | 4 960 | 5 090 | 5 097 | 7 200 |

| 1959* | 1970* | 1979*  | 1989*  | 1999*  | 2009*  |
| ----- | ----- | ------ | ------ | ------ | ------ |
| 6 336 | 7 784 | 10 027 | 12 460 | 11 400 | 10 692 |

| 2012   | 2013   | 2014   | 2015   | 2016   | 2017   |
| ------ | ------ | ------ | ------ | ------ | ------ |
| 10 741 | 10 749 | 10 651 | 10 486 | 10 525 | 10 525 |

## Musée d'histoire régionale
Le musée d’histoire régionale de Tchavoussy est créé en 1990 et ouvre ses portes aux visiteurs en mai 1996. Il a pour but de présenter l’histoire et la nature de la région ainsi que les personnalités ayant marqué l’histoire de Tchavoussy. Il se décline en neuf salles : « La nature de la région », « La vie sous-aquatique de nos rivières », « Nature et écologie », « Archéologie », « Ethnographie », « La période d’avant-guerre », « La région durant la Deuxième Guerre mondiale », « La libération » et « Le développement de la région d’après-guerre ».

## Patrimoine religieux
Depuis 2012, Tchavoussy compte quatre églises :
- Église orthodoxe de l'Ascension (1990)[7]
- Église orthodoxe de l'Ascension (2012)[8]
- Église catholique de la Vierge Marie Mère de Dieu (2005)
- Église protestante évangélique de la Grâce du Christ

Par le passé, la ville était riche de plusieurs autres lieux religieux, aujourd'hui détruits :
- Église et monastère catholique des Carmélites (1653)
- Église orthodoxe Sainte-Marie (1905)
- Synagogue (1745)
- Église catholique Saint-Georges (fin du XIXe siècle)
- Église orthodoxe Saint-Nicolas (fin du XIXe siècle)

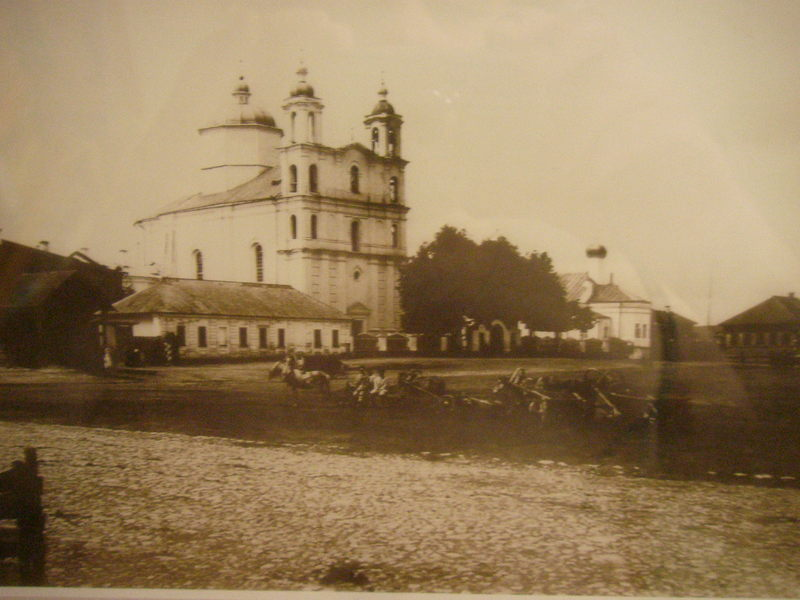
Église et monastère des Carmélites (1905)
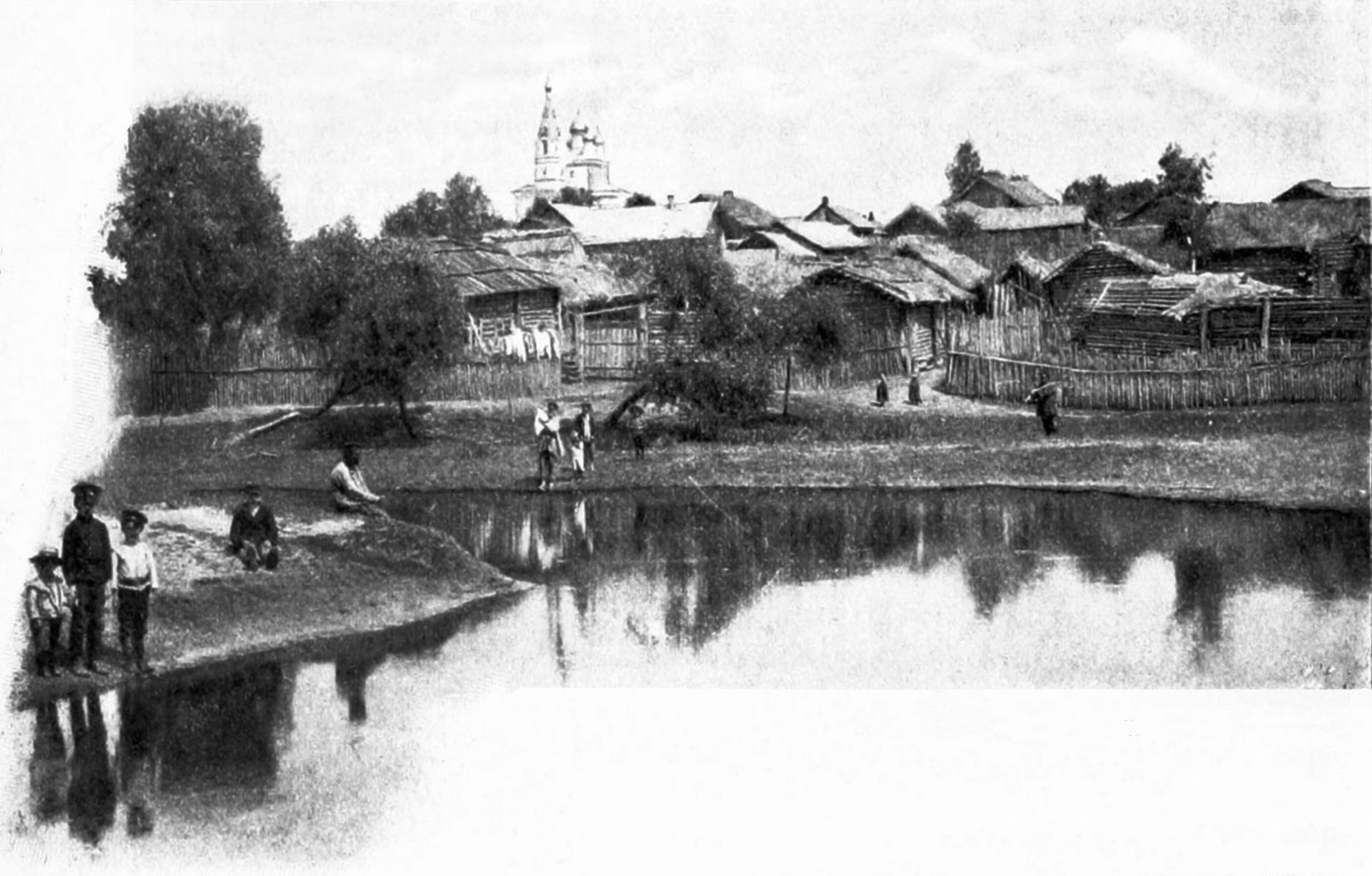
Église Saint-Nicolas de Zaretcha (1905)
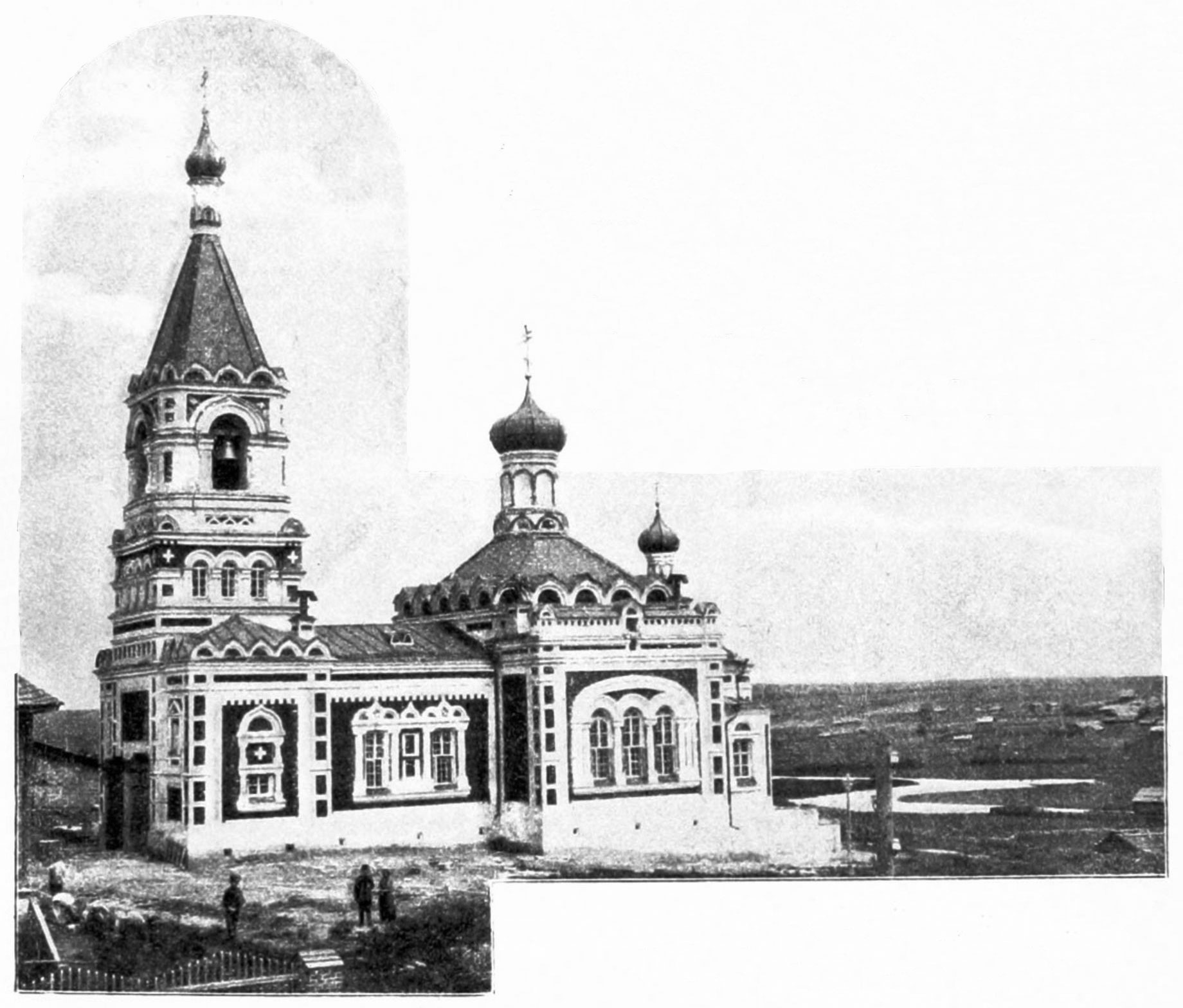
Église Saint-Georges (1905)
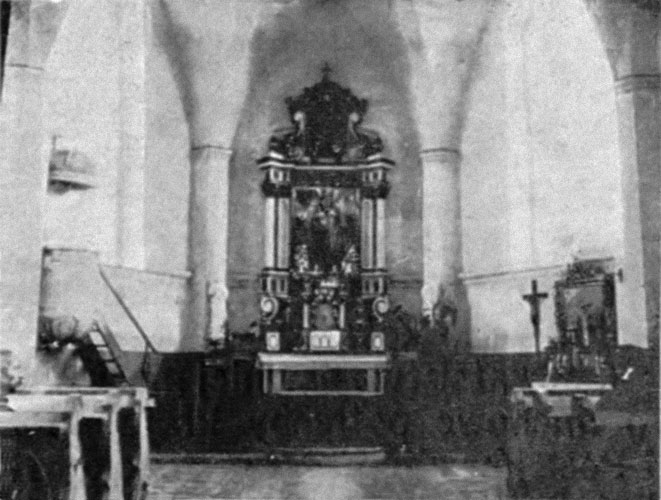
Église Saint-Georges (1913)
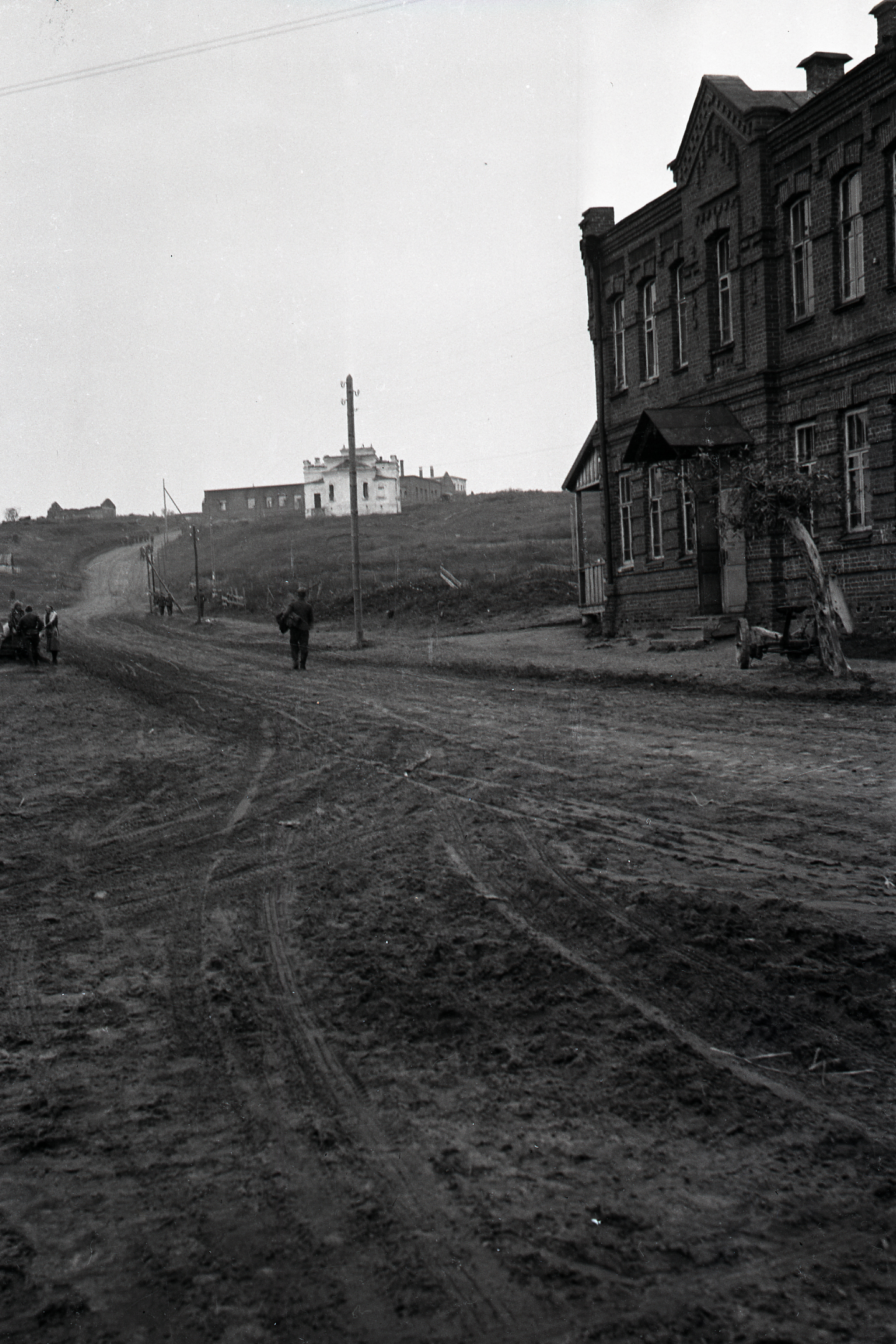
Église Saint-Georges (1943)

## Jumelages
- Brockville (Canada) depuis 2001
- Desnogorsk (Russie) depuis 2009[9]
- Guben (Allemagne) depuis 2014[10]

## Personnalités liées à la ville
- Ivan Nossovitch (ru) (1788-1877), ethnographe et folkloriste.
- Varvara Rudneva-Kachevarova (1842-1899), première femme russe à obtenir le titre de médecin.
- Bryna et Herschel Danielovitch (1884-1950), parents de l'acteur américain Kirk Douglas.
- Lev Manevitch (ru) (1898-1945), agent de renseignement soviétique, Héros de l'Union soviétique.
- Siarheï Novikaw (1979-), biathlète biélorusse médaillé olympique.